# Cuencas costeras entre límite regional y río Imperial
Las cuencas costeras entre límite regional y río Imperial son varias cuencas contiguas exorreicas costeras de régimen pluvial ubicadas entre el límite regional Biobío-Araucanía y la desembocadura del río Imperial. Es uno de los ítems más pequeños del inventario y cubre alrededor de 68 km². En el inventario BNA lleva el número 090.
|  | [[File:Txu-oclc-224571178-sj18-12.jpg\|2500px\|alt={{{Alt\|Zona del ítem, en una sección de un mapa de las Fuerzas Armadas de los Estados Unidos de América.]] File:Txu-oclc-224571178-sj18-12.jpgZona del ítem, en una sección de un mapa de las Fuerzas Armadas de los Estados Unidos de América. |

## Límites y relieve
Limita al norte con las cuencas costeras e islas entre río Paicaví y límite regional y por el este y sur con la cuenca del río Imperial. Como se pueder ver en el mapa, estas cuencas drenan la angosta franja al oeste de la divisoria de aguas con el río Tirúa (que fluye hacia el norte) y con el río Puyanhue (que fluye hacia el sur y desemboca finalmente en el Imperial).
Las cartas camineras del Ministerio de Obras Públicas del año 2016 con un volumen de 172 MB para todo Chile, no muestran cursos de agua en esta franja. Tampoco los inventarios BNA y DARH dan mayores datos sobre las cuencas.

## Población
El sistema de información y monitoreo de biodiversidad del Ministerio del Medio Ambiente de Chile señala la siguiente distribución de la superficie de la cuenca entre las comunas (el porcentaje es de la cuenca):
| Región       | Provincia | Comuna  | Hectáreas | Porcentaje |
| ------------ | --------- | ------- | --------- | ---------- |
| Biobío       |           |         | 1.542,243 | 22,959%    |
|              | Arauco    |         | 1.542,243 | 22,959%    |
|              |           | Tirúa   | 1.542,243 | 22,959%    |
| La Araucanía |           |         | 5.156,332 | 76,76%     |
|              | Cautín    |         | 5.156,332 | 76,76%     |
|              |           | Carahue | 5.156,332 | 76,76%     |

## Subdivisiones
La Dirección General de Aguas subdivide o reúne las cuencas de Chile acorde a las necesidades de estudio y gestión. Existen dos inventarios que han logrado ser aceptados como principales, el del inventario de cuencas del Banco Nacional de Aguas (BNA) de 1978, de mayor uso, y el inventario de cuencas del Departamento de Administración de Recursos Hídricos (DARH) de 2014 de mejor cartografía que ha obligado a redefinir algunos límites, a veces con cambios mayores, pero también por algunas redefiniciones del concepto de subcuenca.
Bajo el BNA el código del ítem es 090 y con el DARH es 0901.
La subdivisión del BNA es como sigue:
| Cuenca                                                                     | Subcuenca | Subsubcuenca | Aguas                                                                   | Área drenaje km² | Observaciones |
| -------------------------------------------------------------------------- | --------- | ------------ | ----------------------------------------------------------------------- | ---------------- | ------------- |
| 090 Categoría:Cuencas costeras límite regional y Río Imperial (090) (mapa) |           |              |                                                                         |                  |               |
| 090                                                                        | 0900      | 09000        | Costeras entre Límite Región y Río Imperial                             | 67               |               |
| total:                                                                     | 1         | 1            | Región: VIII - IX ((24 - 76)%) / Tipo: Exorreica / Desemb.: O. Pacífico | 67               |               |

La disposición de cuencas en el inventario DARH es la siguiente:
| Código | Nombre                                              | Código en mapa | Tipología de cuenca | Vertiente de cuenca | Origen de cuenca | Temperatura media anual (C°) | Temperatura máxima (C°) | Temperatura mínima (C°) | Precipitación anual (mm) | Número de estaciones fluviométricas | Número de estaciones pluviométricas | Área (km²) |
| ------ | --------------------------------------------------- | -------------- | ------------------- | ------------------- | ---------------- | ---------------------------- | ----------------------- | ----------------------- | ------------------------ | ----------------------------------- | ----------------------------------- | ---------- |
| 0901   | Cuencas Costeras entre límite Región y Río Imperial | 0              | Exorreica           | Pacífico            | Pluvial          | 11.6                         | 22.8                    | 4.0                     | 1346.3                   | 0                                   | 0                                   | 51.7       |

## Hidrología

### Red hidrográfica
Los cuerpos de agua considerados en esta categoría son:

### Caudales y régimen
El régimen de las cuencas el pluvial.

### Humedales
No hay humedales reconocidos en el ítem.

### Glaciares
El inventario público de glaciares de Chile 2022 no registra glaciares en este ítem.

## Clima

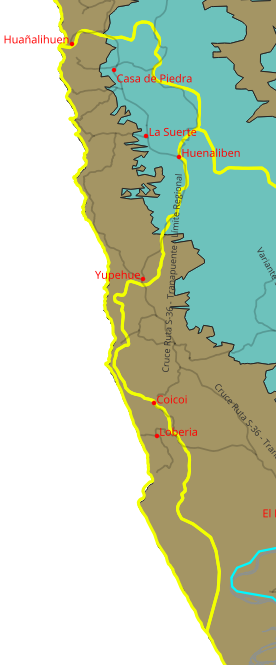
Distritos agroclimáticos en el ítem 090 del inventario de cuencas BNA según el Atlas agroclimático de Chile. Las líneas amarillas son los límites de los ítems o cuencas.

El Atlas agroclimático de Chile distingue dos distritos climáticos en la cuenca:
- 8-9-1 Templado cálido supratermal con régimen de humedad sub húmedo seco (Csb2Shs). La temperatura oscila entre un máximo de enero de 22,5 °C (máx de 26 °C y mín de 18,6 °C dentro del distrito) y un mínimo de Julio de 5,7 °C (máx de 6,5 °C y mín de 4,7 °C dentro del distrito). Tiene un promedio de 297 días consecutivos libres de heladas. En el año se registra un promedio de 3 heladas. El período de temperaturas favorables a la actividad vegetativa dura 9 meses. Registra anualmente 1.185 días grado y 443 horas de frío acumuladas hasta el 31 de Julio. La precipitación media anual es de 1.135 mm y un período seco de 5 meses, con un déficit hídrico de 465 mm/año. El período húmedo dura 5 meses durante los cuales se produce un excedente hídrico de 464 mm.
- 8-9-2 Templado cálido supratermal con régimen de humedad sub húmedo húmedo (Csb2Shh). La temperatura oscila entre un máximo de enero de 25,1 °C (máx de 28,8 °C y mín de 20,2 °C dentro del distrito) y un mínimo de Julio de 5,8 °C. (máx de 6,6 °C y mín de 4,6 °C dentro del distrito) Tiene un promedio de 304 días consecutivos libres de heladas. En el año se registra un promedio de 4 heladas. El período de temperaturas favorables a la actividad vegetativa dura 9 meses. Registra anualmente 1.266 días grado y 452 horas de frío acumuladas hasta el 31 de Julio. La precipitación media anual es de 1.587 mm y un período seco de 4 meses, con un déficit hídrico de 475 mm/año.El período húmedo dura 6 meses durante los cuales se produce un excedente hídrico de 882 mm.

Diagrama Walter Lieth para la localidad de Portal de Queule en la Región de La Araucanía, Chile.

Los diagramas Walter Lieth muestran con un área azul los periodos en que las precipitaciones sobrepasan la cantidad de agua que el calor del sol evapora en el mismo lapso de tiempo, (un promedio de 10 °C mensuales evaporan 20 mm de agua caída) dejando un clima húmedo. Por el contrario, las zonas amarillas indican que durante ese tiempo el agua caída puede ser evaporada por el calor del sol. El área gris señala meses muy húmedos.

## Áreas bajo protección oficial y conservación de la biodiversidad
No hay espacios protegidos en el ítem.